# We Belong to the Sea
Singles de Aqua
Bumble Bees
(2000) Back to the 80's
(2009)
Pistes de Aquarius
Freaky Friday An Apple Day
We Belong to the Sea (Nous appartenons à la mer) est le onzième single sorti par le groupe scandinave de pop eurodance Aqua issu de l'album Aquarius.
Sorti en janvier 2001 la chanson marque la séparation du groupe. Le succès du morceau fut médiocre en raison de sa sortie uniquement dans la Scandinavie et l'Europe continentale. We Belong to the Sea a été le dernier single d'Aqua pendant 8 ans.

## Liste des titres
1. We Belong to the Sea (Radio Edit) [04:16]
2. We Belong to the Sea (Love to Infinity's Classic Radio Mix) [03:14]

## Clip vidéo
- Réalisateur : Toby Hooper
- Année de réalisation : 2001
- Lieu : Barcelone (Espagne)
- Durée : 04:16
- DVD : Aucun

- Description :

Lene, jouant une militante écologiste qui se balade dans les rues de Barcelone, trouve un poisson rouge (avec le visage de René) dans une animalerie. Elle prend le poisson avec elle et s'enfuit dans les rues poursuivie par les deux propriétaires du magasin (Søren et Claus). Lene sèmera temporairement Søren et Claus dans une laverie automatique où elle se changera avant de se réfugier dans une discothèque où René est le DJ avant d'être à nouveau poursuivie par les propriétaires du poisson. Finalement, Lene, toujours poursuivie, arrive sur la plage de Barceloneta et libère le poisson rouge... à côté d'un requin...

## Classements
- Danemark: /
- Danemark (Airplay): 19 (semaines dans les charts: 2)
- Israël: 6
- Suède : /